# Andrena hispania
Andrena hispania é uma espécie de insetos himenópteros, mais especificamente de abelhas pertencente à família Apidae.
A autoridade científica da espécie é Warncke, tendo sido descrita no ano de 1967.
Trata-se de uma espécie presente no território português.